# 4-甲基普瑞巴林
4-甲基普瑞巴林是一种有机化合物，分子式C9H19NO2，普瑞巴林的衍生物，可作为治疗神經性疼痛的镇痛药，由輝瑞开发。